# محامون تحت التدريب
محامون تحت التدريب ((الكورية: 에스콰이어: 변호사를 꿈꾸는 변호사들 lit.:Esquire: Lawyers who dream of becoming Lawyers)) مسلسل تلفزيوني كوري جنوبي، من بطولة لي جين ووك، جونغ تشاي يون، لي هاك جو، جيون هاي بين. عرض على قناة جاي تي بي سي في 2 أغسطس 2025، ويُعرض كل يومي السبت والاحد الساعة 22:40 بتوقيت (KST).

## القصة
دراما مكتبية قانونية تدور حول هيو مين، محامية مبتدئة في شركة يوليم للمحاماة، تتمتع بالثقة والصدق، لكنها تعاني من قلة الحيلة في حياتها الاجتماعية. بمساعدة شريكها، المحامي سوك هون، الهادئ والخبير والموهوب، تزدهر لتصبح محامية متمكنة.

## طاقم

### رئيسي
- لي جين ووك في دور يون سوك هون[3]
- جونغ تشاي يون في دور كانغ هيو مين[3]
- لي هاك-غو في دور لي جين-وو[3]
- جيون هاي-بين في دور هيو مين جونغ[3]

### داعم

#### محامو يوليم
- كيم كانج مين في دور جي جوك هيون[4]
- لي جو يون في دور تشوي هو يون[5]
- بيو جاي بوم في دور أوه سانغ تشول[5]
- كيم يوجين في دور كوون نا يون[6]
- كيم إيوي سونغ في دور كو سيونغ تشيول[5]
- بارك جونغ بيو في دور غو تاي سوب[5]
- هونغ سيو جون في دور كيم يول سونغ[6]

#### الأشخاص حول بـ كانغ هيو مين
- كوون آه ريوم في دور هان سيول-آه[7]
- لي سونغ هيون في دور لي جي يون[5]
- كانغ سانغ جون في دور هان سيونغ تشان[8]

## الانتاج
في 27 مايو 2025، كشفت جاي تي بي سي عن تشكيلة دراما النصف الثاني ومن ضمنها "ما وراء مهنة المحاماة". المسلسل من إخراج مخرج اس بي اس كيم جاي هونغ، الذي شارك في إخراج مسلسل العائد (2023)، استكشاف الحب (2025)، الشرطي المتباهي (2024). ومن كتابة بارك مي هيون. وإنتاج مشترك بين إس إل إل وبي أ انترتينمنت، واستوديو اس، وستوري أوريوم المحدودة.

## المشاهدات

### عبر الإنترنت
اعتبارًا من 13 أغسطس، حافظ المسلسل على مكانته الرائدة في قائمة "أفضل 10 مسلسلات في كوريا" على نتفليكس، كما احتل المركز الثاني في فئة المسلسلات التلفزيونية (غير الناطقة بالإنجليزية)، ضمن قائمة أفضل 10 مسلسل على نتفليكس عالميا، محققًا ما يقارب 4.6 مليون مشاهد، دخل ضمن أفضل 10 في 51 دولة.
| الموسم | الموسم | رقم الحلقة | رقم الحلقة | رقم الحلقة | رقم الحلقة | رقم الحلقة | رقم الحلقة | رقم الحلقة  | رقم الحلقة  | رقم الحلقة  | رقم الحلقة  | رقم الحلقة  | رقم الحلقة  | المتوسط     |
| الموسم | الموسم | 1          | 2          | 3          | 4          | 5          | 6          | 7           | 8           | 9           | 10          | 11          | 12          | المتوسط     |
| ------ | ------ | ---------- | ---------- | ---------- | ---------- | ---------- | ---------- | ----------- | ----------- | ----------- | ----------- | ----------- | ----------- | ----------- |
|        | 1      | 0.987      | 1.153      | 1.531      | 1.905      | 1.739      | 1.792      | ستُعلن لاحقًا | ستُعلن لاحقًا | ستُعلن لاحقًا | ستُعلن لاحقًا | ستُعلن لاحقًا | ستُعلن لاحقًا | ستُعلن لاحقًا |

| Ep.   | تاريخ البث    | تقييمات (نيلسن كوريا) | تقييمات (نيلسن كوريا) |
| Ep.   | تاريخ البث    | على الصعيد الوطني     | سيئول                 |
| ----- | ------------- | --------------------- | --------------------- |
| 1     | 2 أغسطس 2025  | 3.703%                | 3.965%                |
| 2     | 3 أغسطس 2025  | 4.714%                | 5.175%                |
| 3     | 9 أغسطس 2025  | 6.727%                | 7.208%                |
| 4     | 10 أغسطس 2025 | 8.318%                | 8.987%                |
| 5     | 16 أغسطس 2025 | 7.168%                | 7.537%                |
| 6     | 17 أغسطس 2025 | 7.701%                | 8.001%                |
| 7     | 23 اغسطس 2025 |                       |                       |
| 8     | 24 اغسطس 2025 |                       |                       |
| 9     |               |                       |                       |
| 10    |               |                       |                       |
| 11    |               |                       |                       |
| 12    |               |                       |                       |
| متوسط |               |                       |                       |

## روابط خارجية
- الموقع الرسمي
 (بالكورية)
- محامون تحت التدريب على موقع IMDb (الإنجليزية)
- محامون تحت التدريب على موقع نتفليكس (الإنجليزية)
- محامون تحت التدريب على موقع فيلمافينيتي (الإسبانية)
- محامون تحت التدريب على موقع قاعدة بيانات الفيلم (الإنجليزية)
- محامون تحت التدريب على هانسينما